# ريشان (الحد)

تعديل مصدري - تعديل

ريشان هي إحدى قرى عزلة الحد بمديرية الحد التابعة لمحافظة لحج، بلغ تعداد سكانها 847 نسمة حسب تعداد اليمن لعام 2004.